# مقاطعة بولدينغ (جورجيا)
مقاطعة بولدينغ (بالإنجليزية: Paulding County)‏ هي إحدى المقاطعات في ولاية جورجيا في الولايات المتحدة الأمريكية.